# Пинтусевич-Блок, Жанна Юрьевна
Жа́нна Ю́рьевна Пинтусе́вич-Блок (урожд. Жанна Юрьевна Тарнопо́льская, укр. Жа́нна Юріївна Пінтусе́вич-Блок; род. 6 июля 1972, Нежин, Черниговская область) — украинская легкоатлетка-спринтер, заслуженный мастер спорта Украины.

## Биография
Двукратная чемпионка мира: в 1997 году на дистанции 200 м, и в 2001 на дистанции 100 м. Рекордсменка Украины в беге на 100 и 200 м. Также выиграла 4 серебряные медали на чемпионатах мира и Европы. 6 августа 2001 года установила личный рекорд в беге на 100 м — 10,82 секунды.
Принимала участие в Олимпийских играх 1996 и 2000 годов, где соревновалась на дистанциях 100 и 200 метров и трижды выходила в финал. На Олимпийских играх 2004 года участвовала в эстафете 4 по 100 метров. Наивысшим достижением Блок на Олимпийских играх является четвёртое место, которое она заняла в Сиднее на 100 метровой дистанции.
Кавалер Ордена княгини Ольги II степени (2011) и III степени (1997) .

## Личная жизнь
До 1996 была замужем за легкоатлетом Игорем Пинтусевичем-Бабичевым. В 1999 году вышла замуж за американского тренера Марка Блока.